# Limburgs Museum
Het Limburgs Museum is een cultuurhistorisch museum in het Julianapark in de Noord-Limburgse stad Venlo. Het Limburgs Museum is een van de drie provinciale musea in Nederlands Limburg; de andere twee zijn het Discovery Museum in Kerkrade en het Bonnefantenmuseum in Maastricht.

## Geschiedenis
Het Limburgs Museum ontstond in september 1993 uit een fusie tussen het Goltziusmuseum in Venlo en het Limburgs Volkskundig Centrum in Limbricht.

### Goltziusmuseum
Het Goltziusmuseum was gevestigd in het Goltziusgebouw en was het gemeentelijk museum van Venlo. De basis van dit museum was de collectie voorwerpen van geschiedenis en kunst van de stad Venlo. In 1924 waren er al plannen voor de oprichting van een 'stedelijk museum'. Deze plannen werden echter nooit uitgevoerd. De collectie werd zolang ondergebracht in het stadhuis van Venlo.
Pas rond 1963 werd besloten tot de oprichting van het latere Goltziusmuseum. Dit museum werd op 3 juni 1967 door Marga Klompé, toenmalig minister van Cultuur, Recreatie en Maatschappelijk Werk, officieel opengesteld.

### Limburgs Volkskundig Centrum

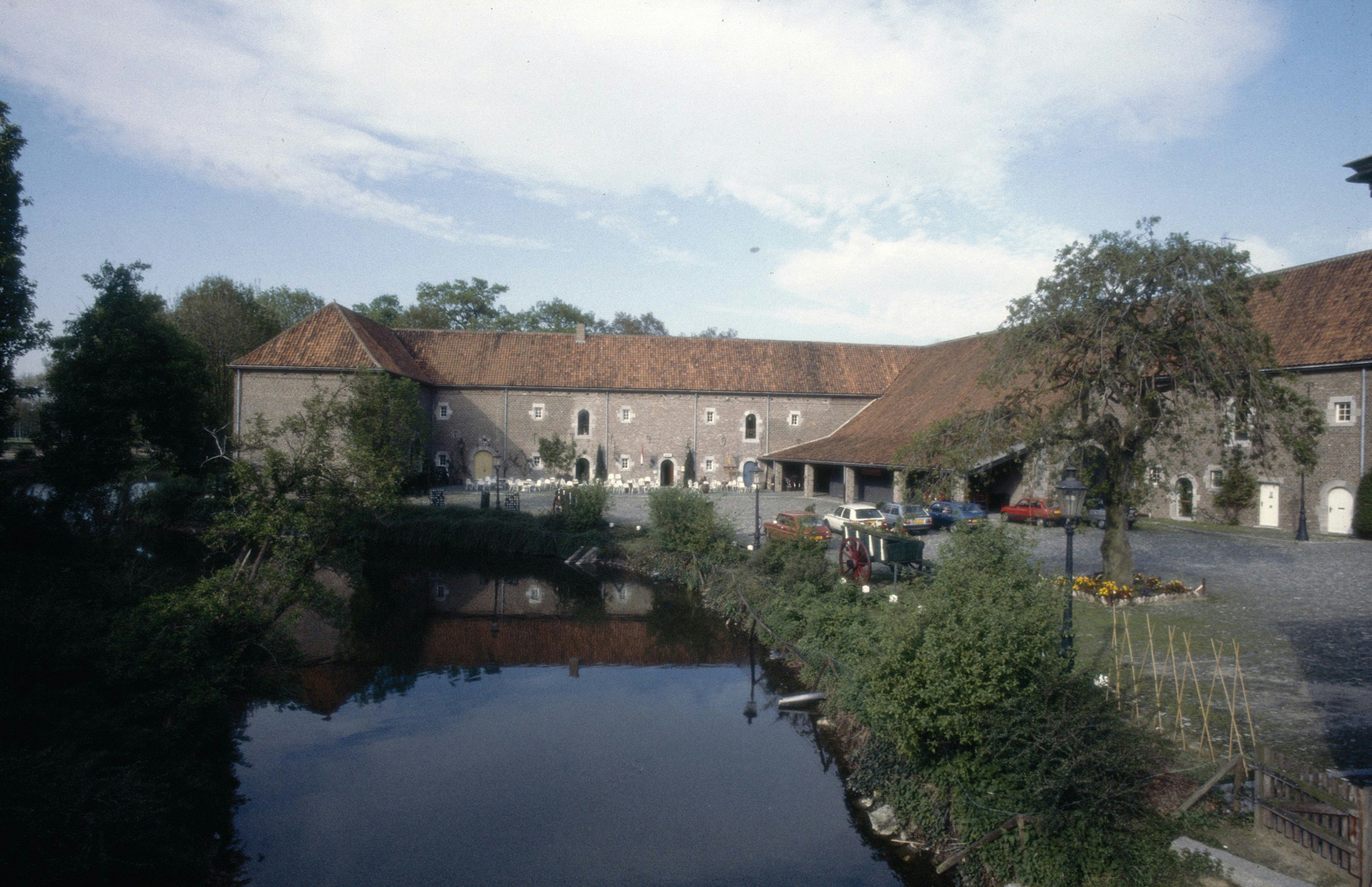
Voorburcht van Kasteel Limbricht ten tijde van het Limburgs Volkskundig Centrum.

Het Limburgs Volkskundig Centrum in Limbricht werd in 1987 door Gedeputeerde Staten van Limburg aangewezen als provinciaal museum. Dit centrum ontstond door een fusie van het Limburgs Volkskundig Museum, het Limburgs Volkskundig Instituut en de stichting Volkskundige Activiteiten Limburg. Het Limburgs Volkskundig Museum betrok op 25 juni 1984 het vlak daarvoor gerestaureerde Kasteel Limbricht. De basis van dit museum werd gelegd door de aankoop van de collectie van het failliete Peelmuseum in Ospel. Het Limburgs Volkskundig Instituut was ook gevestigd in Kasteel Limbricht en bestond onder meer uit de bibliotheek uit de nalatenschap van de in 1974 overleden volkskundige Winand Roukens. De bezoekersaantallen van het Limburgs Volkskundig Centrum waren echter veel lager dan gehoopt. De locatie, Kasteel Limbricht, werd uiteindelijk te klein en slecht bereikbaar bevonden. Eind 1989 werden plannen gemaakt om naar Venlo te verhuizen en te fuseren met het Goltziusmuseum en eventueel een andere Limburgse instelling.

### Nieuwbouw
In 1993 fuseerden het Goltziusmuseum en het Limburgs Volkskundig Centrum in het Limburgs Museum. Door deze fusie was het pand van het Goltziusmuseum te klein geworden. Nog voor de fusie werd besloten tot de bouw van een geheel nieuw museum. Deze nieuwbouw werd pas in 2000 gerealiseerd en is ontworpen door de in Venlo geboren architecte Jeanne Dekkers.
In juni 2011 werd begonnen met de bouw van een nieuwe zaal aan het museum. In de kelder van de nieuwbouw wordt in augustus 2011 de aan de Maasboulevard ontdekte mikwe uit de 13e eeuw geplaatst. In 2014 maakte het museum bekend dat dit bouwwerk geen mikwe is. Begin 2021 is begonnen met een meerjarige verbouwing, die weer is ontworpen door Jeanne Dekkers. Het nieuwe ontwerp biedt een prominente plek voor hettankstation van de American Petroleum Company, het oudste van Nederland, uit 1933. Tijdens de verbouwing is het museum open gebleven. 

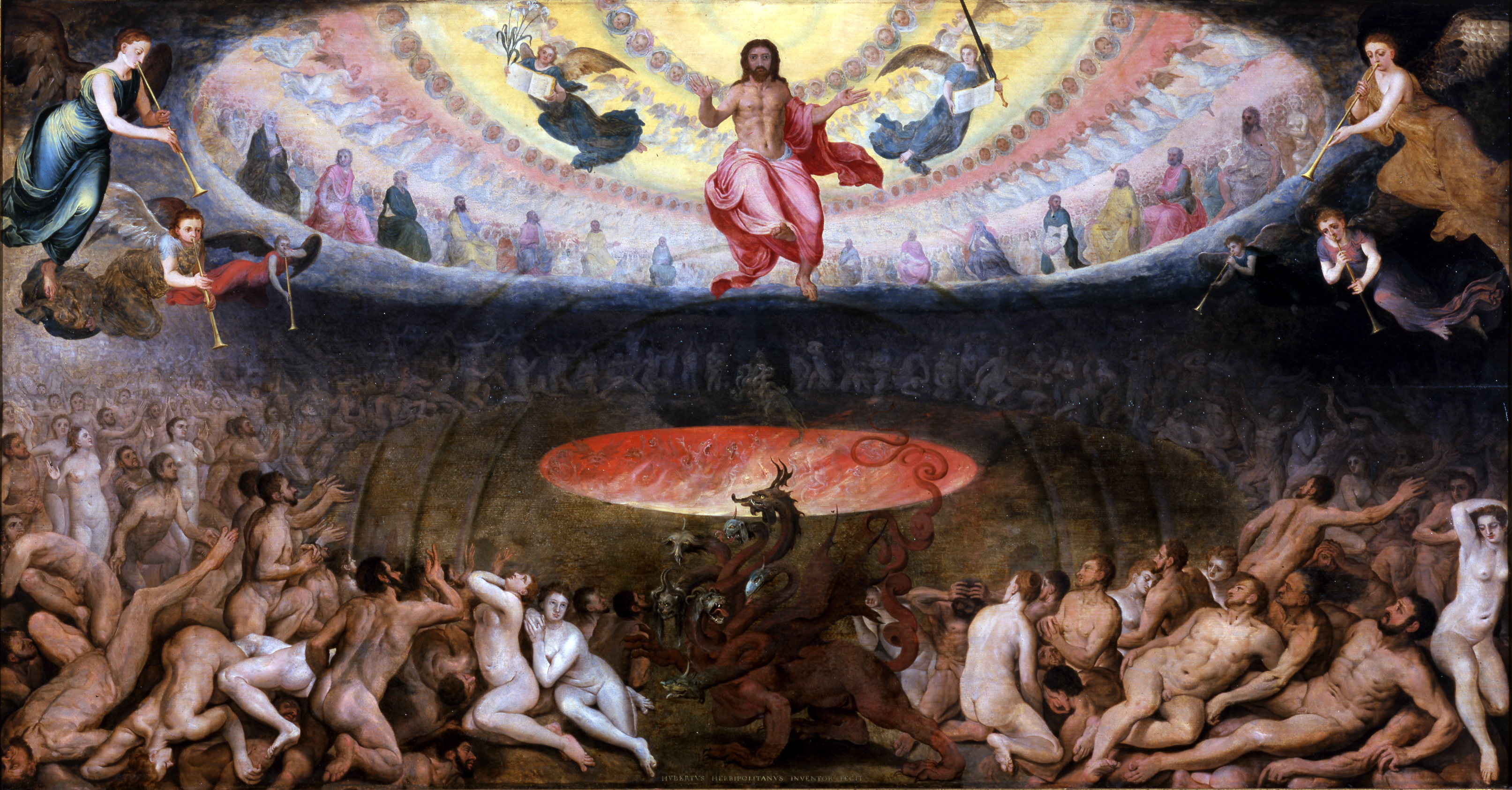
Hubertus Goltzius. Het Laatste Oordeel. 1557. Venlo, Limburgs Museum. Afkomstig uit het stadhuis van Venlo.

## Collectie
Het verhaal van de mens in Limburg staat centraal en wordt daarin ondersteund door de collectie. Het museum heeft een uitgebreide archeologische collectie, waarvan de oudste stukken stammen uit het Neolithicum. De volkskundige collectie bestaat onder meer uit aan carnaval gerelateerde voorwerpen, devotionalia, landbouwwerktuigen, keukengerei en textiel (waaronder kleding). Daarnaast heeft het museum verschillende wisseltentoonstellingen per jaar, zijn er vaker activiteiten en evenementen en draait het museum regelmatig historische filmbeelden in de daarvoor aanwezige theaterzaal.